# Quang tử học
Quang tử học là ngành khoa học kĩ thuật nghiên cứu về phát và điều khiển ánh sáng, đặc biệt là việc sử dụng ánh sáng để mang thông tin. Vì nó đã vượt ra ngoài lĩnh vực khoa học cơ bản và tiến tới một ngành công nghệ hiện đại nên người ta thường gọi nó là công nghệ quang tử.
Trong tiếng Anh ngành quang tử học được gọi là photonics, tên này bắt nguồn từ tên tiếng Anh của quang tử là photon.
Còn trong tiếng Pháp ngành này là optronique, sự kết hợp tên gọi của hai ngành khoa học kĩ thuật có lịch sử hoàn toàn khác biệt:
- Quang học (optique): được đặt nền móng từ thời người Babylon, người Ai Cập cổ đại, tới nền văn minh Hy Lạp và La Mã cổ thì những định luật về phản xạ đã được phát biểu cùng với những chứng minh đầu tiên.
- Điện tử học (électronique): là ngành ứng dụng tính chất của điện tử trong vật liệu, con đẻ của thế kỉ 20.

Ngành quang tử học khác với ngành phân cực học (polaritonics) ở chỗ trong phân cực học hạt mang thông tin cơ bản là các phonon-polariton. Phonon-polariton là một thể hỗn hợp của photon và phonon với tần số năng lượng thay đổi từ 100 gigahertz đến khoảng 10 terahertz. Trong khi đó tần số đặc trưng của photon trong quang tử học vào cỡ vài trăm terahertz.
Ngành quang tử học bao gồm các nghiên cứu về phát sáng, truyền sáng, khuếch đại cường độ ánh sáng, thu nhận ánh sáng, gài thông tin vào chùm sáng và đóng ngắt quá trình truyền sáng. Các nghiên cứu và ứng dụng của công nghệ quang tử thường được thực hiện bằng ánh sáng của laser.
Ứng dụng của ngành quang tử học bao gồm từ việc thu bắt ánh sáng tới các ngành truyền thông và xử lý thông tin. Sự kết hợp giữa yếu tố quang học và điện tử học đã tạo ra nhiều khái niệm cũng như những thiết bị mới, có ứng dụng cả trong quân sự (ví dụ trong chiến tranh vùng Vịnh năm 1991) lẫn trong đời sống xã hội (ví dụ các mạng lưới cáp quang truyền dẫn thông tin).
Các thiết bị dùng trong quang tử học gồm laser, các điốt phát quang (LED), cáp quang và tinh thể quang tử (photonic crystal).
Quang tử học có mối quan hệ chặt chẽ với quang lượng tử. Khó có thể phân biệt rõ hai ngành này bởi các nghiên cứu lý thuyết cơ bản của quang tử học có xu hướng được xếp vào quang lượng tử. Nói cách khác ngành quang tử là một ứng dụng công nghệ của các nghiên cứu khoa học cơ bản, với việc cố gắng xây dựng một ngành điện tử mới mà vai trò của electron được thay thế bằng photon.